# Quarzsandstein

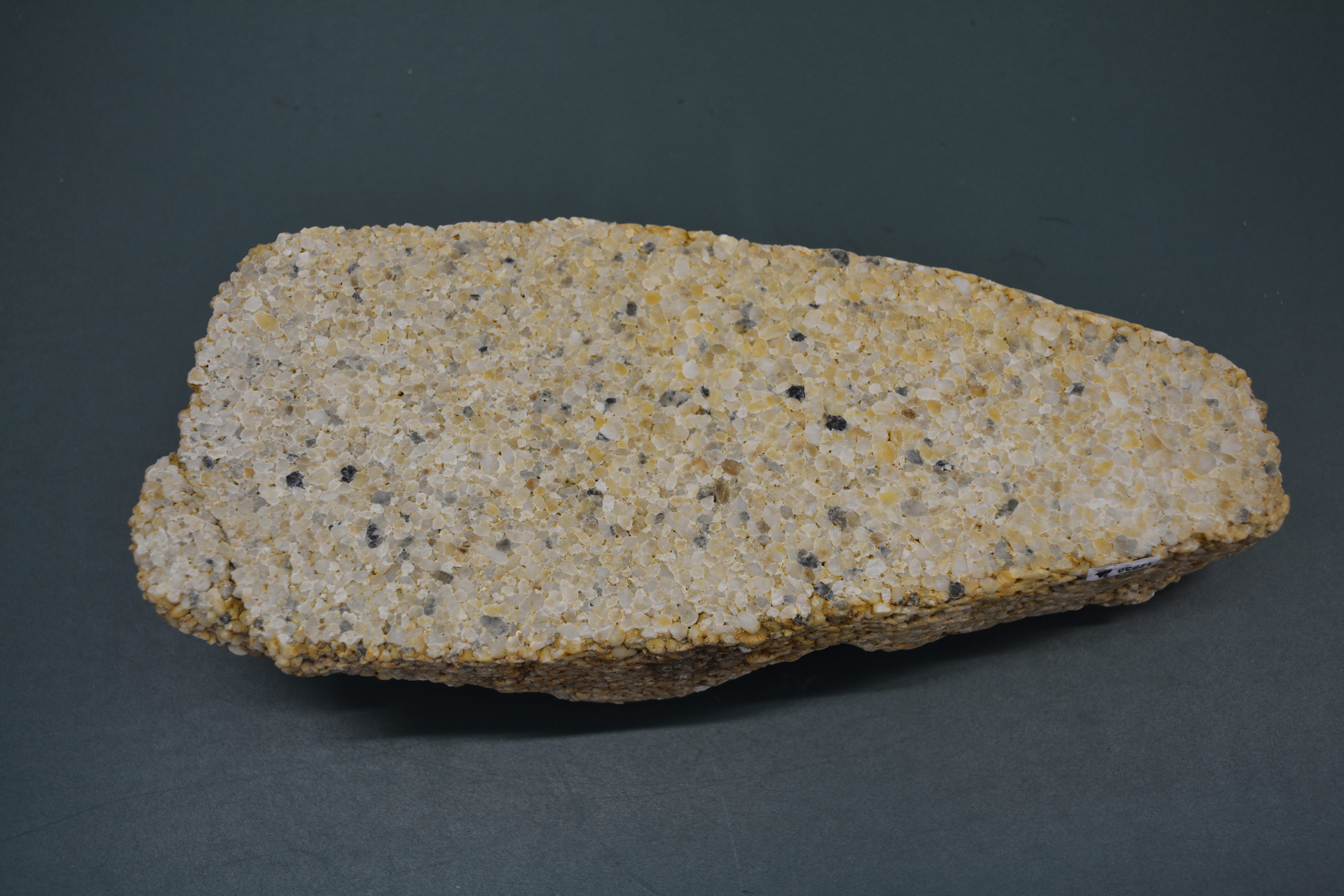
Quarzsandstein, verkieselt, matrixarmer, (Diaquarzit) aus dem Senckenberg Museum für Naturkunde Görlitz

Quarzsandstein ist ein Sandstein mit einem Quarzsandanteil (modal) von über 90 % und einem Matrixgehalt von Tonmineralen bis maximal 15 %. Diese Einordnung folgt den Klassifizierungsvorschlägen nach Füchtbauer (1959) und Pettijohn (1987). Mitunter verwendet die englischsprachige Literatur hierfür den Begriff orthoquartzite. Kieselsandstein oder Kittquarzit (Stiny 1929) dagegen findet gelegentlich in Bezug auf einen Sandstein mit kieseliger Kornbindung Anwendung.